# Bahamas aux Jeux olympiques d'été de 2012
Les Bahamas participent aux Jeux olympiques d'été de 2012 à Londres (Royaume-Uni) du 27 juillet au 12 août de la même année, pour la 15e fois lors de Jeux d'été.

## Athlétisme
Les athlètes des Bahamas ont jusqu'ici atteint les minima de qualification dans les épreuves d'athlétisme suivantes (pour chaque épreuve, un pays peut engager trois athlètes à condition qu'ils aient réussi chacun les minima A de qualification, un seul athlète par nation est inscrit sur la liste de départ si seuls les minima B sont réussis),.
Hommes
Courses
| Athlète                                                                                               | Épreuve          | Séries       | Séries | Quarts de finale | Quarts de finale | Demi-finales | Demi-finales | Finale       | Finale                         |
| Athlète                                                                                               | Épreuve          | Résultat     | Rang   | Résultat         | Rang             | Résultat     | Rang         | Résultat     | Rang                           |
| --- | ---------------- | ------------ | ------ | ---------------- | ---------------- | ------------ | ------------ | ------------ | ------------------------------ |
| Derrick Atkins                                                                                        | 100 m            | exempt       | exempt | 10.22            | 22               | 10.08 (MS)   | 12           | -            | -                              |
| Chris Brown                                                                                           | 400 m            | 45.40        | 12     | NC               | NC               | 44.67 (MS)   | 3            | 44.79        | 4                              |
| Warren Fraser                                                                                         | 100 m            | exempt       | exempt | 10.27            | 29               | -            | -            | -            | -                              |
| Trevorvano Mackey                                                                                     | 200 m            | 21.28        | 48     | NC               | NC               | -            | -            | -            | -                              |
| Michael Mathieu                                                                                       | 200 m            | 20.62        | 20     | NC               | NC               | DQ           | -            | -            | -                              |
| Ramon Miller                                                                                          | 400 m            | 45.57        | 20     | NC               | NC               | 45.11        | 10           | -            | -                              |
| Demetrius Pinder                                                                                      | 400 m            | 44.92        | 3      | NC               | NC               | 44.94        | 6            | 44.98        | 7                              |
| Shamar Sands                                                                                          | 110 m haies      | DQ           | -      | NC               | NC               | -            | -            | -            | -                              |
| Chris Brown Demetrius Pinder Michael Mathieu Ramon Miller Avard Moncur Wesley Neymour Andrae Williams | Relais 4 × 400 m | 2:58.87 (MS) | 1      | NC               | NC               | NC           | NC           | 2:56.72 (RN) | Médaille d'or, Jeux olympiques |

Concours
| Athlète       | Épreuve          | Qualification | Qualification | Finale   | Finale |
| Athlète       | Épreuve          | Distance      | Rang          | Distance | Rang   |
| ------------- | ---------------- | ------------- | ------------- | -------- | ------ |
| Trevor Barry  | Saut en hauteur  | 2.21          | 16            | -        | -      |
| Raymond Higgs | Saut en longueur | 7.76          | 21            | -        | -      |
| Leevan Sands  | Triple saut      | 17.17         | 2             | 17.19    | 5      |
| Donald Thomas | Saut en hauteur  | 2.16          | 30            | -        | -      |

Femmes
Courses
| Athlète | Épreuve          | Séries     | Séries  | Quarts de finale | Quarts de finale | Demi-finales | Demi-finales | Finale   | Finale |
| Athlète | Épreuve          | Résultat   | Rang    | Résultat         | Rang             | Résultat     | Rang         | Résultat | Rang   |
| --- | ---------------- | ---------- | ------- | ---------------- | ---------------- | ------------ | ------------ | -------- | ------ |
| Sheniqua Ferguson | 100 m            | exempte    | exempte | 11.35            | 28               | 11.32        | 21           | -        | -      |
| Debbie Ferguson-McKenzie | 100 m            | exempte    | exempte | 11.32            | 26               | -            | -            | -        | -      |
| Debbie Ferguson-McKenzie | 200 m            | 23.49      | 38      | NC               | NC               | -            | -            | -        | -      |
| Ivanique Kemp (en) | 100 m haies      | 13.51      | 32      | NC               | NC               | 13.56        | 22           | -        | -      |
| Shaunae Miller | 400 m            | DNF        | -       | NC               | NC               | -            | -            | -        | -      |
| Anthonique Strachan | 200 m            | 22.75      | 11      | NC               | NC               | 22.82        | 15           | -        | -      |
| Sheniqua Ferguson Chandra Sturrup Christine Amertil Anthonique Strachan Debbie Ferguson-McKenzie Amara Jones (en) V'Alonee Robinson (en) | Relais 4 × 100 m | 43.07 (MS) | 9       | NC               | NC               | NC           | NC           | -        | -      |

Concours
| Athlète       | Épreuve          | Qualification | Qualification | Finale   | Finale |
| Athlète       | Épreuve          | Distance      | Rang          | Distance | Rang   |
| ------------- | ---------------- | ------------- | ------------- | -------- | ------ |
| Bianca Stuart | Saut en longueur | 6.32          | 18            | -        | -      |

## Natation
Les nageurs des Bahamas ont jusqu'ici atteint les minima de qualification dans les épreuves suivantes (au maximum 2 nageurs peuvent être qualifiés s'ils ont réussi les minima olympiques et un seul nageur pour les minima propres à chaque sélection),.
| Athlète                    | Épreuve          | Séries | Séries | Demi-finales | Demi-finales | Finale | Finale |
| Athlète                    | Épreuve          | Temps  | Rang   | Temps        | Rang         | Temps  | Rang   |
| -------------------------- | ---------------- | ------ | ------ | ------------ | ------------ | ------ | ------ |
| Arianna Vanderpool-Wallace | 50 m nage libre  | 24.85  | 7      | 24.64        | 6            | 24.69  | 8      |
| Arianna Vanderpool-Wallace | 100 m nage libre | 53.73  | 6      | 54.12        | 10           | -      | -      |